# Планисфера

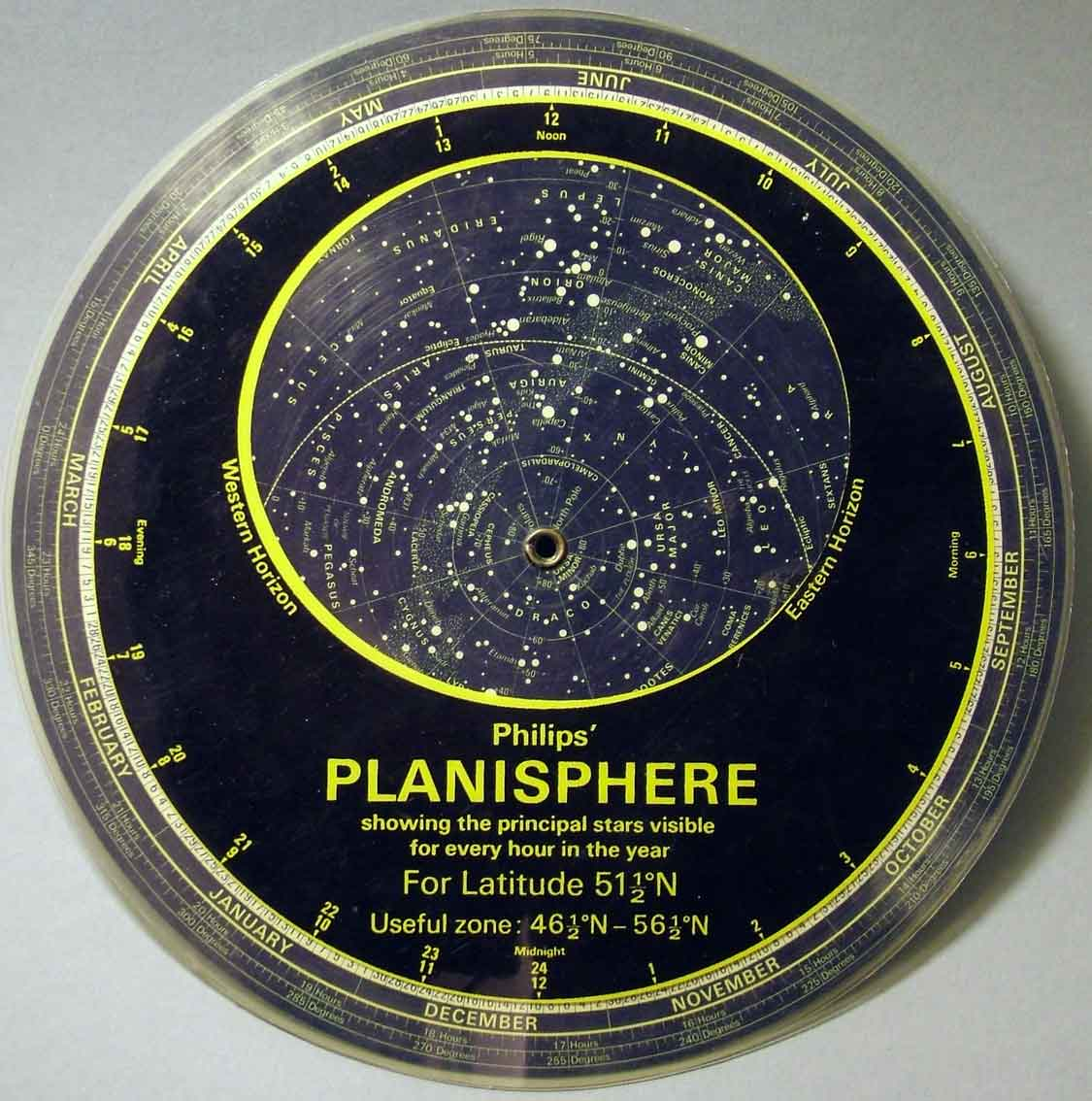
Планисфера — подвижная карта звёздного неба.

Планисфера (от лат. planum — плоскость и др.-греч. σφαῖρα — шар) — изображение небесной сферы на плоскости в полярной стереографической проекции либо в азимутальной проекции.
Планисферы употреблялись вплоть до XVII века для определения моментов восхода и захода небесных светил. Обычно представляли собой координатную сетку, нанесённую на металлический диск, около центра которого вращалась облегчавшая отсчёты алидада. 
С введением специальных таблиц и номограмм планисферы вышли из употребления в качестве научного инструмента, однако сохранили функцию учебной подвижной карты звёздного неба.